# تپه هزار گلی
تپه هزار گلی مربوط به هزاره اول قبل از میلاد است و در شهرستان ارومیه، بخش سیلوانه، دهستان ترگور، روستای گرده بلاج واقع شده و این اثر در تاریخ ۲۵ آبان ۱۳۸۷ با شمارهٔ ثبت ۲۳۵۰۳ به‌عنوان یکی از آثار ملی ایران به ثبت رسیده است.